# Arthrolips fuscus
Arthrolips fuscus là một loài bọ cánh cứng trong họ Corylophidae. Loài này được Matthews miêu tả khoa học đầu tiên năm 1899.